# El Burren
El Burren (anglicismo derivado del irlandés An Bhoireann, ‘lugar pedregoso’) es una zona de peculiar paisaje kárstico al noroeste del condado de Clare, en Irlanda. La zona mide 300 kilómetros cuadrados y está rodeada por las poblaciones de Ballyvaughan, Kinvarra, Gort, Corrofin, Kilfenora, Lisdoonvarna y el faro llamado Black Head Lighthouse. Esta zona contiene, además de su peculiar paisaje, diversos asentamientos arqueológicos, como el fuerte de Caherconnell o el dolmen de Poulnabrone. Una pequeña porción del Burren ha sido designado como parque nacional: Burren National Park. Es uno de los seis parques nacionales de la República de Irlanda y el más pequeño de tamaño (15 km²), en la esquina sureste del Burren. El parque fue comprado por el gobierno con la finalidad de proteger la naturaleza y que el público accediera a la zona.

## Historia
La región del Burren es rica en restos históricos y arqueológicos. Hay más de 90 tumbas megalíticas en la zona, varios dólmenes y cruces celtas en el pueblo de Kilfenora, así como un importante número de fortificaciones circulares, como las de Cahercommaun —al borde de un precipicio interior—, o el de Caherconnell, excepcionalmente bien conservado. La Abadía de Corcomroe es una de las principales atracciones turísticas de la zona.
El territorio del Burren también recibía el nombre de Corco Modhruadh Oirthearach ("Corcomroe occidental"), que hace referencia a la porción noroccidental del territorio compartido, o túath, de Corco Modhruadh, así como a la población que lo habita. La diócesis de Kilfenora, en la que se sitúa el Burren, coincide exactamente con el territorio de Corco Modhruadh. En los anales, Burren aparece generalmente citado como "Burren in Corco Modhruadh". El Burren estaba históricamente dominado por el clan Ó Lochlainn, quienes se autodenominaban "Reyes del Burren" hasta el siglo XVII. En la actualidad, los descendientes de los jefes del clan Ó Lochlainn residen en Ballyvaughan (en gaélico Baile Uí Bheacháin).

## Geografía y paisajes

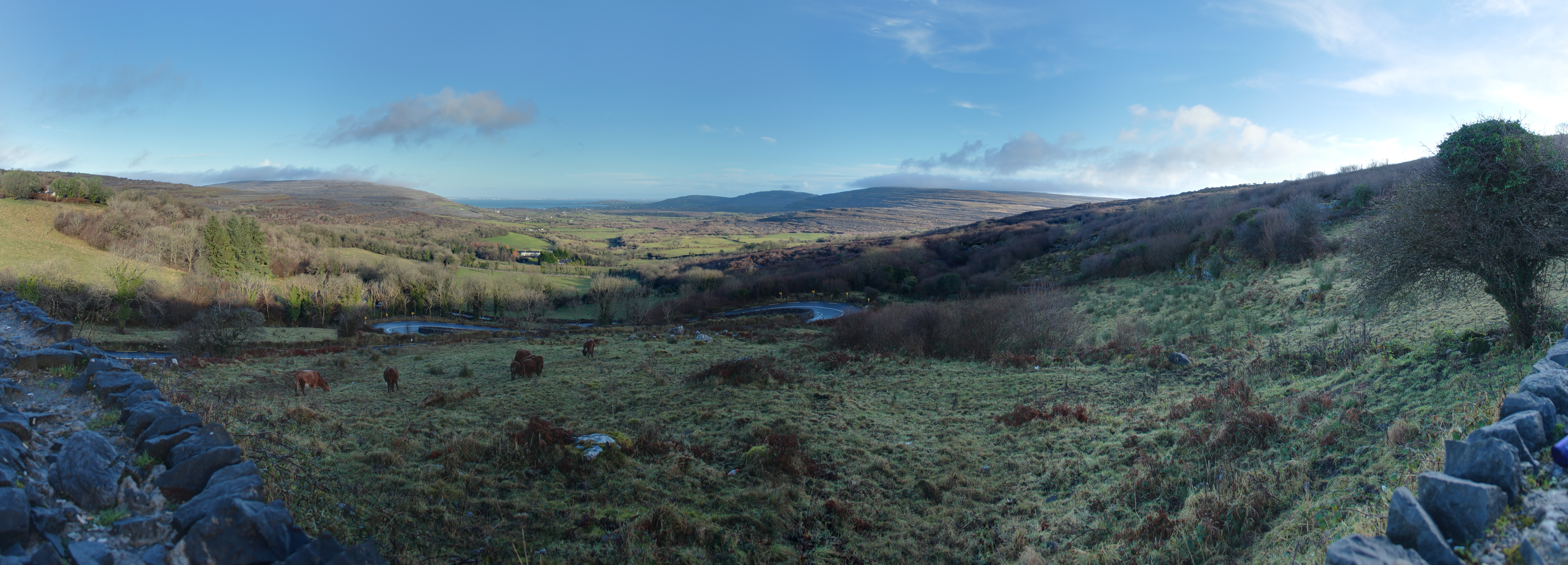

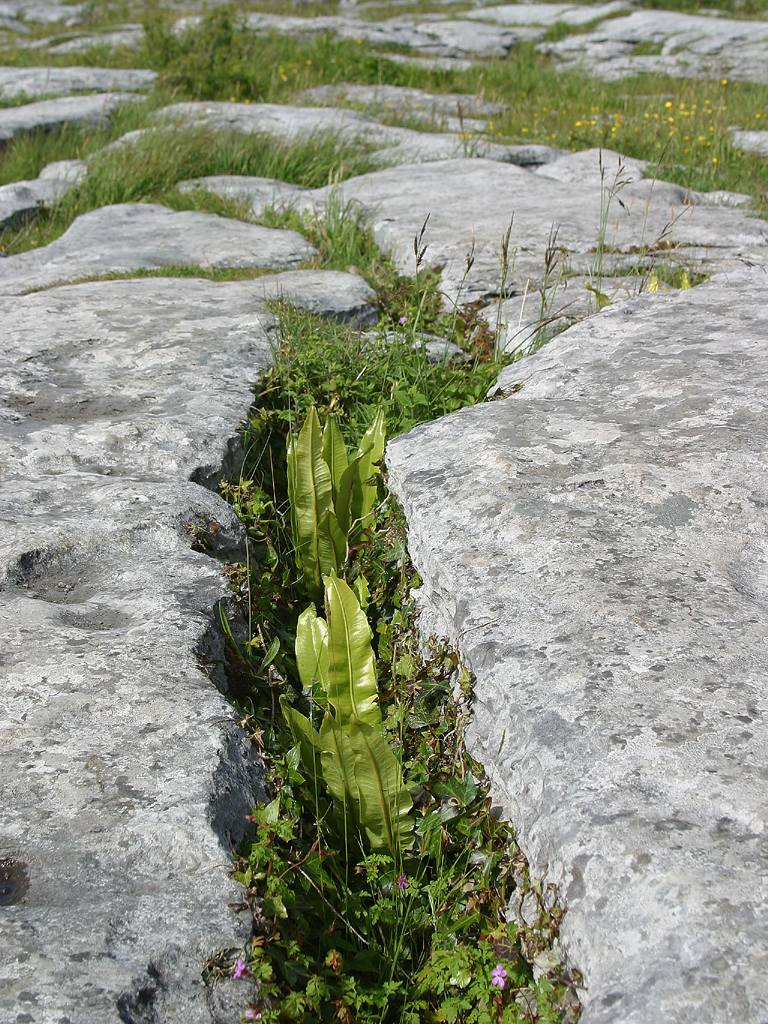
Grikes (grietas) y clints (rocas) configuran el paisaje típico del Burren.

Durante las operaciones contra la guerrilla irlandesa desarrolladas en el Burren entre 1651 y 1652, Edmund Ludlow afirmó que "Este es un país donde no hay suficiente agua para ahogar a un hombre, ni suficiente madera para colgarlo, ni tierra para enterrarlo... y sin embargo el ganado está gordo, porque la hierba que crece entre las rocas, en pequeños prados de dos o tres metros cuadrados, es dulce y alimenticia"
Las colinas del Burren están compuestas de piedra caliza atravesada por grietas conocidas como "grikes", dejando al descubierto rocas aisladas conocidas como "clints". En esta región florecen vegetales árticos, mediterráneos y alpinos simultáneamente, debido a su inusual medio ambiente. De ahí que la flor azul de la gentiana sea utilizada como símbolo por las autoridades turísticas de la zona. La existencia de suelos calizos también dificulta el drenado de la lluvia sobre el terreno, provocando la aparición de lagos temporales o turloughs en los prados del Burren.
Muchos de los acantilados del Burren, en especial los que miran al mar cerca de Ailladie, en Fanore, son populares entre los escaladores. También los aficionados a la espeleología pueden disfrutar de algunas cuevas debidamente cartografiadas. El pueblo de Doolin es un lugar típico para este tipo de excursiones. Esta zona también es conocida por su larga tradición en la creación de música tradicional irlandesa. El estilo conocido como "West Clare Style", así como el festival de música de Doolin son un referente para músicos de todo el mundo.